# Quatuor à cordes no 13 de Hába
Pour les articles homonymes, voir Quatuor à cordes no 13.
Le Quatuor à cordes no 13 opus 92 est une composition de musique de chambre d'Alois Hába. Composé en 1961, il est créé le 20 avril 1962 par le Quatuor Novák.

## Analyse de l'œuvre
1. Allegro energico: Il met en œuvre le principe de non-répétition tel qu'il est employé chez Anton Webern.
2. Andante: La mélodie sur la base d'une série de douze sons, est accompagnée d'un contrepoint avec changement de métrique.
3. Allegro agitato

- Durée d'exécution : douze minutes.